# Dīzajqorbān
Dīzajqorbān (persiska: دیزج قربان, ديزَجِ قُربان, Dīzaj-e Qorbān, دیزجقربان) är en ort i Iran.   Den ligger i provinsen Östazarbaijan, i den nordvästra delen av landet, 600 km nordväst om huvudstaden Teheran. Dīzajqorbān ligger 1 604 meter över havet och antalet invånare är 957.
Terrängen runt Dīzajqorbān är kuperad åt nordväst, men åt sydost är den platt.Runt Dīzajqorbān är det ganska tätbefolkat, med 70 invånare per kvadratkilometer. Dīzajqorbān är det största samhället i trakten. Trakten runt Dīzajqorbān består i huvudsak av gräsmarker.